# Abraxas curvilinearia
Abraxas curvilinearia är en fjärilsart som beskrevs av John Henry Leech 1897. Abraxas curvilinearia ingår i släktet Abraxas och familjen mätare. Inga underarter finns listade i Catalogue of Life.